# ち

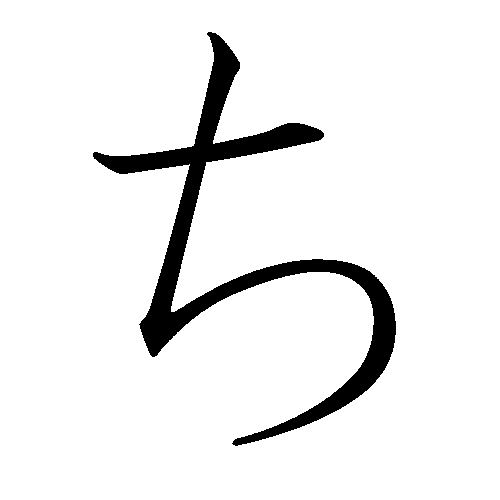
平假名ち（清音）

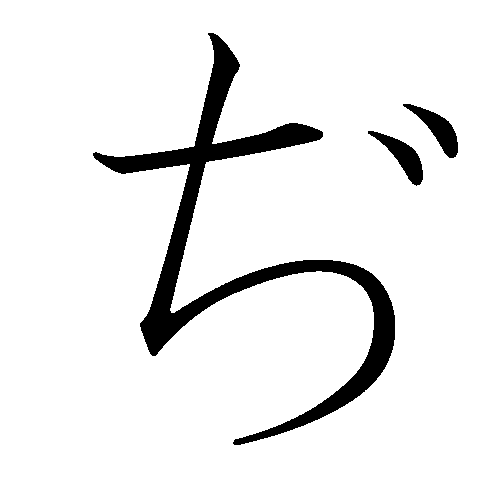
平假名ぢ（濁音）

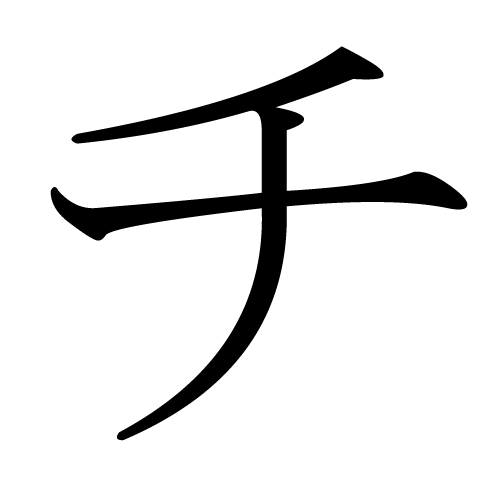
片假名チ（清音）

平假名ち和片假名チ是日语的假名之一，由一个音节组成。在日语五十音图中排第4行第2个（た行い段）的位置。ち（平假名）和チ（片假名）是清音，其對應的濁音為ぢ（平假名）和ヂ（片假名）。

## 筆劃順序

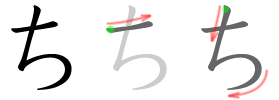
平假名ち的筆劃順序

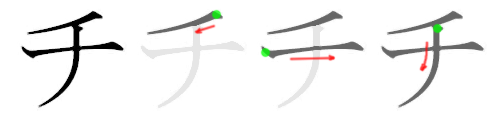
片假名チ的筆劃順序

## 關於ち和チ
| 現代日語發音     | 由2個子音和1個母音形成／ʨi／音，其對應的濁音為／ʥi／音                 |
| 五十音顺序       | 第17位                                                                 |
| 伊吕波顺序       | 第8位，「と」之后、「り」之前                                          |
| 平假名「ち」字源 | 「知」字的草書。字形像注音符號的「ㄘ」。                               |
| 片假名「チ」字源 | 「千」字的變形                                                         |
| 日语罗马字       | :平文式罗马字：chi 训令式罗马字：ti :平文式罗马字：ji 训令式罗马字：di |
| 点字：           | \| ●－ ●● ●－ \|                                                       |
| 通话表           | 「ちどりのチ」                                                         |
| 摩尔斯电码       | ・・－・                                                               |
| ●－ ●● ●－       |                                                                        |